# سد إريهارا
سد إريهارا هو سد يقع في شيما، محافظة ميه، اليابان.